# Ahnenerbe
Ahnenerbe (fulde titel: Forschungs- und Lehrgemeinschaft „Das Ahnenerbe“, forsknings- og undervisningsorganisation for forfædrenes arv) var en tysk organisation, der under det nazistiske styre skulle udforske den ariske races antropologiske og kulturelle historie. Organisationen blev stiftet af Heinrich Himmler, Hermann Wirth og R. Walter Darré 1. juli 1935. I januar 1939 blev organisationen en del af SS.
Ahnenerbe stod bag en række ekspeditioner til bl.a. Bohuslän i Sverige, Karelen i Finland, Mellemøsten og Tibet. I 1942 blev Institut für wehrwissenschaftliche Forschung oprettet som en del af Ahnenerbe, og i dets regi blev en række lægevidenskablige forsøg udført på fanger i koncentrationslejrene.